# Подлесный (Удмуртия)
Подлесный — починок в Завьяловском районе Удмуртии, входит в Якшурское сельское поселение. 

## География
Находится в 13 км к востоку от центра Ижевска.

## Население
| 2010 | 2012 |
| ---- | ---- |
| 0    | ↗1   |